# Paul Price (Squashspieler)
Paul Price (* 6. Mai 1976 in Melbourne) ist ein ehemaliger australischer Squashspieler.

## Karriere
Paul Price war von 1994 bis 2006 auf der PSA World Tour aktiv. Zu seinen größten Erfolgen zählen der Gewinn der Weltmeisterschaft mit der australischen Nationalmannschaft in den Jahren 2001 und 2003. Auch 1999 gehörte er zum Aufgebot. Bei den Commonwealth Games 2002 gewann er im Doppel mit David Palmer die Bronzemedaille. Paul Price erreichte im August 2001 mit Rang vier seine beste Platzierung in der Weltrangliste.

## Erfolge
- Weltmeister mit der Mannschaft: 2001, 2003
- Gewonnene PSA-Titel: 11
- Commonwealth Games: 1 × Bronze (Doppel 2002)